# Renate Richters
R.J.A. (Renate) Richters (1975) is een Nederlandse ambtenaar, bestuurster en politica namens GroenLinks.

## Biografie
Richters ging van 1987 tot 1993 naar het vwo aan het Strabrecht College in Geldrop. Van 1993 tot 2004 studeerde zij maatschappijgeschiedenis met als afstudeerrichting beleid en bestuur aan de Erasmus Universiteit Rotterdam. Zij was van 2001 tot 2003 consulent bij het COS West- en Midden-Brabant. Richters was van 2003 tot 2005 coördinator steunpunt vrijwilligerswerk bij Twern en fractiemedewerker van GroenLinks in Eindhoven. Van 2005 tot 2016 was zij beleidsadviseur en procesmanager bij de gemeente Oisterwijk.
Richters was van 2006 tot 2008 commissielid van Eindhoven. Van 2008 tot 2016 was zij lid van de gemeenteraad van Eindhoven, vanaf 2010 als GroenLinks-fractievoorzitter. Vanaf mei 2016 was zij wethouder van Eindhoven. In 2022 is zij gestopt als wethouder van Eindhoven.
Om de kosten van huishoudelijke hulp omlaag te brengen, voerde Richters in 2018 het resultaatgericht indiceren in, waarbij niet langer een vast aantal uren aan cliënten wordt toegekend. In 2020 kwam Richters in de problemen omdat ze een rapport van het ministerie van Volksgezondheid, Welzijn en Sport niet met de gemeenteraad had gedeeld. Uiteindelijk werd haar uitleg geaccepteerd en leidde het niet tot verdere consequenties.